# Ревантен-Вогри
Ревантен-Вогри (фр. Reventin-Vaugris) — коммуна во Франции, находится в регионе Рона — Альпы. Департамент коммуны — Изер. Входит в состав кантона Вьенн-Сюд. Округ коммуны — Вьенн.
Код INSEE коммуны — 38336. Население коммуны на 2006 год составляло 1649 человек. Населённый пункт находится на высоте от 141  до 404  метров над уровнем моря. Муниципалитет расположен на расстоянии около 430 км юго-восточнее Парижа, 33 км южнее Лиона, 80 км северо-западнее Гренобля. Мэр коммуны — Élisabeth Celard, мандат действует на протяжении 2008—2014 гг.
Динамика населения (INSEE):